# أودفار نوردلي
أودفار نوردلي (بالبوكمول: Odvar Nordli) (بالنرويجية: Odvar Nordli)؛ 3 نوفمبر 1927 – 9 يناير 2018) هو سياسي نرويجي من حزب العمال. كان رئيس وزراء النرويج من عام 1976 إلى عام 1981.

## النشأة
نشأ في تانغن، بلدية ستانغه، هيدمارك. بعد الحرب العالمية الثانية، عمل في فريق اللواء النرويجي المستقل في ألمانيا، وهو جزء من القوات المتحالفة التي تحتل ألمانيا بعد الحرب. وبتعليمه أصبح محاسب معتمد قبل الدخول إلى السياسة، وعمل في هذا المجال حتى عام 1961. وعمل نائبا لرئيس بلدية ستانغه في الفترة من عام 1951 إلى عام 1963.

## روابط خارجية
- أودفار نوردلي على موقع IMDb (الإنجليزية)
- أودفار نوردلي على موقع الموسوعة البريطانية (الإنجليزية)
- أودفار نوردلي على موقع مونزينجر (الألمانية)